# Fístula urogenital
Una fístula urogenital es una comunicación anómala entre las vías urinarias y la vejiga, los uréteres o la uretra. Una fístula urogenital puede producirse entre cualquiera de los órganos y estructuras de la región pélvica. Una fístula permite que la orina salga continuamente a través y fuera del tracto urogenital. Esto puede dar lugar a una discapacidad significativa, a la interferencia con la actividad sexual y a otros problemas de salud física, cuyos efectos pueden tener a su vez un impacto negativo en el estado mental o emocional, incluyendo un aumento del aislamiento social. Las fístulas urogenitales varían en cuanto a su etiología (causa médica). Las fístulas suelen estar causadas por una lesión o una intervención quirúrgica, pero también pueden ser el resultado de un tumor maligno, una infección, un parto prolongado y obstruido, una histerectomía, una radioterapia o una inflamación. El 97% de las fístulas que se producen por un parto difícil se dan en los países en desarrollo. Las fístulas urogenitales congénitas son raras; sólo se han documentado diez casos. También pueden existir pasajes anormales entre la vagina y los órganos del sistema gastrointestinal, que también pueden denominarse fístulas.: 673 

## Clasificación
Pueden existir pasajes anormales o fístulas entre la vagina y la vejiga, los uréteres, el útero y el recto, con el consiguiente paso de orina desde la vagina, o de gases y heces intestinales hacia la vagina, en el caso de una fístula vaginal-rectal. Estas fístulas vaginales se denominan según el origen del defecto:
- vesicovaginal
- uretrovaginal
- ureterovaginal
- vesicocervical
- vesicouterino[3][4]
- vesicouretovaginal[3]
- uterocervical
- vesicocervical
- uretercervical
- ureteruterino

La vagina es susceptible a la formación de fístulas porque el tracto gastrointestinal y el sistema urinario están relativamente cerca de la vagina. Un pequeño número de fístulas vaginales son congénitas. La presencia de una fístula vaginal tiene un efecto profundo en la calidad de vida ya que hay poco control sobre el paso de orina y heces a través de la vagina.
Las fístulas urogenitales suelen clasificarse según su causa: fístula obstétrica, fístula congénita y fístula iatrogénica. Las fístulas urogenitales se pueden clasificar por tamaño y ubicación anatómica más específica, como "vagina superior" o "pared vaginal posterior".

## Causas
En los países desarrollados, las causas de las fístulas son iatrogénicas (causadas por accidentes quirúrgicos). El error del médico y la falta de capacitación contribuyen al tratamiento fallido de las fístulas obstétricas en los países en desarrollo. Las lesiones en los órganos pélvicos son una causa de fístulas. La mayoría de las que no están causadas por un parto obstruido se desarrollan a partir de lesiones. Un ejemplo de esto sería la colocación incorrecta de un instrumento durante una histerectomía. Se pueden formar fístulas después del uso prolongado de un pesario, histerectomías, enfermedades malignas e irradiación pélvica, cirugía pélvica, cáncer o una fractura pélvica. A veces se encuentran fístulas después de una cesárea.  Los médicos también pueden provocar inadvertidamente una fístula al realizar una cirugía obstétrica o ginecológica. Cuanto mayor sea la formación del médico, menor será la probabilidad de que se produzca una fístula urovaginal. Algunas mujeres desarrollan más de una fístula.

## Tratamiento
A menudo se necesita una intervención quirúrgica para corregir una fístula que llega a la vagina. El tratamiento conservador con un catéter interno puede ser eficaz para las fístulas urinarias pequeñas y de reciente formación. Tiene una tasa de éxito del 93%. Se utilizan tapones de colágeno, pero se ha comprobado que no tienen éxito. El tratamiento quirúrgico para corregirla puede abordarse de diferentes maneras. La cirugía a través de la vagina tiene éxito en el 90% de los casos. La corrección quirúrgica puede llevarse a cabo mediante cirugía abdominal, laparoscópica y laparoscópica asistida por robot. Los distintos tratamientos varían en frecuencia. El abordaje transvaginal se utiliza el 39% de las veces, el abordaje transabdominal/transvesical el 36%, el abordaje laparoscópico/robótico se utiliza para tratar el 15% de las fístulas urogenitales y una combinación de abordaje transabdominal-transvaginal se utiliza el 3% de las veces.

## Epidemiología
En todo el mundo, el 75% de las fístulas urogenitales son fístulas obstructivas del parto. La edad media de una mujer que desarrolla una fístula debido a un parto prolongado es de 28 años. La edad media de una mujer que desarrolla una fístula por otras causas es de 42 años. Las mujeres con una pelvis pequeña tienen más probabilidades de desarrollar una fístula. Aunque es poco frecuente, puede formarse una fístula después de la parte de recuperación de ovocitos mínimamente invasiva del tratamiento de la infertilidad. Las fístulas urogenitales (vesicovaginales) causadas por complicaciones quirúrgicas se producen con una frecuencia de 0,8 por 1000.

## Fístulas rectovaginales
El paso anormal de heces a través de la vagina es causado por una fístula rectovaginal. El tratamiento suele ser quirúrgico con el uso de injertos de tejido. La presencia de enfermedad intestinal aumenta el riesgo de una fístula rectovaginal. Se puede formar una fístula enterovaginal entre el intestino y la vagina. Las fístulas rectovaginales se deben a enfermedad inflamatoria intestinal, traumatismo por enfermedad de Chrohn o lesión iatrogénica y derivaciones a otros órganos. Las episiotomías pueden causar la formación de una fístula rectovaginal.